# Baie d'Ambaro
La baie d'Ambaro est une baie de la côte nord-ouest de Madagascar, partie du canal de Mozambique, entre l'île de Nosy Faly et Port Saint-Louis.
Elle est profonde de 10 à 15 mètres et bordée de mangroves. Ses eaux constituent un important habitat pour des crevettes, notamment la crevette blanche des Indes (Penaeus indicus). 1400 tonnes sont pêchés annuellement dans la baie.
Ses affluents sont les rivières Ifasy et Ambazoana avec un bassin versant de 2522 km².